# Eternal Sonata
Eternal Sonata —conocido en Japón como Trusty Bell: Chopin's Dream (トラスティベル 〜ショパンの夢〜 Torasuti Beru ~Shopan no Yume~?)—, es un videojuego de rol creado por tri-Crescendo. La versión de Xbox 360 fue lanzado el 14 de junio de 2007 en Japón, 17 de septiembre de 2007 en Norteamérica, y 19 de octubre de 2007 en Europa. El juego también fue lanzado para PlayStation 3 el 18 de septiembre de 2008 en Japón, y el 21 de octubre de 2008 en Norteamérica con el contenido adicional Trusty Bell: Chopin's Dream - Reprise (トラスティベル 〜ショパンの夢〜 ルプリーズ Torasuti Beru ~Shopan no Yume~ Rupurīzu?). En Europa fue lanzado con el nombre original Eternal Sonata el 13 de febrero de 2009.
Es notable por el uso de composiciones clásicas de piano, escenas educacionales con pinturas y fotografías reales (en contraste con los gráficos cel-shading del juego) y el diseño de exuberantes paisajes. 
El juego se centra en el último sueño del compositor y virtuoso pianista polaco Frédéric Chopin, quien fallece a la edad de 39 debido a la tuberculosis. La historia está basada en el mundo ficticio soñado durante sus últimas horas por Chopin, cuyo sueño está influenciado por la vida y la música del pianista, en el que él mismo es un personaje jugable. El juego cuenta con una selección de obras de Chopin interpretada por el pianista Stanislav Bunin, aunque la mayoría de las composiciones fueron escritas por Motoi Sakuraba. El sistema de batalla del juego se centra en los elementos musicales y en las técnicas especiales. La luz y la oscuridad son parte de las habilidades y aspecto de los enemigos en el campo de batalla, así como los tipos de magia que se pueden conjurar.

## Jugabilidad
Eternal Sonata sigue al pie de la letra las características típicas que poseen los videojuegos de rol: El jugador controla a un grupo de hasta 12 personajes para explorar el mundo, hablar con sus habitantes, comprar y vender equipamiento en las tiendas, y encontrar monstruos en los alrededores del campo.
Los enemigos son visibles mientras exploras el campo, así que el jugador puede optar o evitar el encuentro, así como obtener una ventaja al acercarse a los monstruos por detrás. Los puntos de experiencias se otorgan a todos los miembros del grupo, aunque el valor es reducido para los personajes que no participen en la batalla. Así los personajes van mejorando sus estadísticas mientras van aprendiendo habilidades de combate especiales. Las armas, armaduras y accesorios pueden ser utilizadas para incrementar las estadísticas del personaje, las cuales pueden conseguirse combatiendo, comprando en las tiendas o abriendo los diferentes cofres que se encuentran esparcidos por todo el mapa. El jugador también puede encontrar partituras que contienen breves composiciones musicales, las cuales pueden ser usadas para ganar premios con algunos NPCs.

## Personajes
Todos los personajes de Eternal Sonata, con la excepción de las personas en el mundo real, tales como Chopin, llevan el nombre de términos musicales.
Nota: Los nombres de los personajes enlazan con sus respectivos términos musicales, no a sus propios artículos.
Frédéric François Chopin (フレデリック・フランソワ・ショパン Furederikku Furansowa Shopan?)es un famoso pianista y compositor polaco de 39 años. En el mundo que está soñando, conoce a una chica llamada Polka, que tiene una enfermedad incurable y la misma edad de su hermana cuando esta murió de tuberculosis.
Voces: Mitsuaki Madono (japonés), Patrick Seitz (inglés)
Polka (ポルカ Poruka?)es una chica de 14 años capaz de usar magia. En este mundo, las personas que están al borde de la muerte son capaces de hacerlo. Intenta utilizar su magia para ayudar a la gente, a pesar de que ellos la teman.
Voces: Aya Hirano (japonés), Erin Fitzgerald (inglés)
Allegretto (アレグレット Areguretto?)es un joven de 16 años realmente amable, que roba pan para dárselo a los niños pobres incapaces de obtener comida por sus propios medios. Se embarca en esta aventura para cambiar esa triste realidad.
Voces: Hiro Shimono (japonés), Sam Riegel (inglés)
Beat (ビート Bīto?)es el hermano menor de Allegretto, y tiene 8 años. Lleva siempre consigo una cámara de fotos regalo de su padre.
Voces: Yumiko Kobayashi (japonés), Mona Marshall (inglés)
Viola (ビオラ Biora?)conocida en la versión española como Arpa, es una pastora de 26 años de edad. Tiene un temperamento duro y es ligeramente mayor al resto del grupo.
Voces: Houko Kuwashima (japonés), Megan Hollingshead (inglés)
Salsa (サルサ Sarusa?)es junto a su hermana Marcha la guardiana del bosque Agogó. Tiene 8 años. Se une al grupo cuando es rescatada del calabozo del Castillo de Forte.
Voces: Mika Kanai (japonés), Amy Rose (inglés)
Marcha (マーチ Māchi?)es junto a su hermana Salsa la guardiana del bosque Agogó. Suele ser más razonable y gentil que Salsa. Al igual que su hermana, tiene 8 años.
Voces: Chiwa Saito (japonés), Amy Rose (inglés)
Jazz (ジルバ Jiruba?, su nombre en japonés es una transliteración de "jitterbug")Jazz es un joven de 27 años, líder del grupo revolucionario Andantino. Tranquilo y serio, se preocupa por el daño que puede ocasionar el Conde Vals a la gente al comercializar el polvo de mineral.
Voces: Jôji Nakata (japonés), D.C. Douglas (inglés)
Falsetto (ファルセット Farusetto?)conocida en la versión española como Mazurka, es la teniente de Adantino. Es perspicaz y dura. Mazurka tiene 22 años y conoce a Jazz desde la infancia. Al parecer no le agrada la compañía de Claves.
Voces: Tomoe Hanba (japonés), Julie Ann Taylor (inglés)
Claves (クラベス Kurabesu?)Es la novia de Jazz. Tiene 24 años y es soldado de Andantino.
Voces: Mie Sonozaki (japonés), Tara Platt (inglés)
Crescendo (クレッシェンド Kuresshendo?)tiene 29 años y es el joven príncipe de Barroco. Crescendo reemplaza a su padre como líder en la futura guerra contra Forte, debido a que su padre está sufriendo una enfermedad. Él rescata a Polka, Beat, Fréderic, y Salsa luego de caer en las aguas del río Adagio. Crescendo es un personaje jugable en la versión de PlayStation 3.
Voces: Katsuyuki Konishi (japonés), Cam Clarke (inglés)
Serenade (セレナーデ Serenāde?)conocida en la versión española como Serenata, es la novia del príncipe Crescendo. Tiene 23 años. Serenata es un personaje jugable en la versión de PlayStation 3.
Voces: Fumiko Orikasa (japonés), Stephanie Sheh (inglés)